# Kritobulos von Imbros
Kritobulos von Imbros, oder auch Michael Kritopulos, (mittelgriechisch Μιχαήλ Κριτόβουλος Michaíl Kritóvoulos, Κριτόβουλος ὁ Ἰμβριώτης Kritóvoulos o Imvriótis) war ein auf Imbros geborener, griechisch schreibender Historiker. Sein Geburtsdatum wird unsicher mit um 1400–1410 angegeben. Er war ein Zeitgenosse des osmanischen Sultans Mehmet II. Fatihs, über und für den er ein Geschichtswerk schrieb, das um die Eroberung von Konstantinopel im Jahre 1453 kreist. Neben seiner Geschichte schrieb er ein Jesusgebet, ein Gedicht zur Preisung des hl. Augustinus und eine Homilie zur Christuspassion. Für den Zeitraum von zehn Jahren wurde er vom Sultan als Gouverneur von Imbros eingesetzt.

## Leben und politisches Wirken
Michael Kritopulos wurde im Verlauf des ersten Jahrzehntes des 15. Jahrhunderts in eine begüterte und vornehme, politisch einflussreiche imbriotische Familie hineingeboren. Über die genaue Art und Weise seiner Studien und seiner Ausbildung ist nichts Handfestes bekannt; Informationen hierzu können nur über seine Werke erschlossen werden. Anzunehmen ist jedoch, dass Kritobulos sich in seiner Jugend stark mit dem klassischen Kanon auseinandergesetzt hatte, wie die profunden Kenntnisse der antiken Geschichtsschreiber und der literarischen Themenkomplexe der Alten (Ilias, Alexanders Anabasis,…) zeigen. Zudem tritt uns in seiner Darstellung der Pest des Jahres 1467 und seiner Lobpreisung des jüdischen Arztes des Sultans, Yakub von Gaeta, eine Kenntnis medizinischer Fachtermini und Begriffe entgegen, die er sich nur schwerlich aus den Texten der Alten zusammengesucht haben konnte. Im Jahr 1444, um den 28. September herum, hielt er sich sicher, wie uns der Gewährsmann Kyriakos di Filippo de’ Pizzecolli von Ancona in seinem Tagebucheintrag dieses Tages und einem Brief vom 29. September mitteilt, in Imbros auf.
Eine erste für uns durch Quellen nachvollziehbare politische Aktivität können wir in der auf den Fall Konstantinopels folgenden Zeitspanne erkennen. In dieser Zeit setzte sich Kritobulos für eine politische Sicherung der Inseln Lemnos, Imbros und Thasos und den Schutz der verängstigten Bevölkerung ein. Er schrieb in eigener Initiative Gesuche an den Admiral Hamza und den Sultan mit der Bitte, die Kapitulation der Inseln entgegenzunehmen und diese als Lehen den genuesischen Gattilusi zu geben, und hatte Erfolg. 1455/6 ließ der Sultan durch seinen Admiral Yunus-Bey das Lehen einziehen und ernannte Kritobulos zum Statthalter von Imbros.
Im darauffolgenden Jahr gelang es Kritobulos durch politisches und diplomatisches Taktieren, den Plan des Papstes Kalixt III. zu vereiteln, der die Inseln Lemnos, Thasos und Samothrake sowie Imbros übernehmen wollte. Nachdem er durch diplomatische Schachzüge den Anspruch des Papstes auf Imbros abwehren konnte, korrespondierte er mit dem Sultan und Demetrios Palaiologos, dem Bruder des ehemaligen byzantinischen Kaisers und Vasallen des Sultans auf der Peloponnes, um Letzteren davon zu überzeugen, sich auch die Inseln Imbros und Lemnos als Lehen übertragen zu lassen. Der Sultan stimmte der Initiative Kritobuilos zu, woraufhin dieser in der Lage war, die Inseln und ihre Festungen im Namen Demetrios Palaiologos ohne Kampf und Blutvergießen zu übernehmen.
Trotz seiner politischen Erfolge war er jedoch im Sommer 1467 gezwungen, Imbros zu verlassen, als die Venezianer sich der Insel bemächtigen. Kritobulos scheint – wie seine Ausführungen über die Pest des Jahres 1467 vermuten lassen (s. o.) – nach Konstantinopel gegangen zu sein. Wir haben noch Kenntnis von einem Brief des Georgios Amirutzes an Kritobulos aus dem Jahre 1468, danach verlieren sich Belege zu ihm. Seine späteren Tätigkeiten als Sekretär des Sultans oder als Mönch in Athos sind in der Forschung umstritten.

## Werke

### Das Geschichtswerk des Kritobulos
Kritobulos schrieb seine Geschichte über die Eroberung Konstantinopels und die ersten Regierungsjahre des Sultans wohl zwischen dem Sommer 1453 und dem Jahr 1467. Leitmotive der Darstellung bilden der Vergleich der Taten und der Person des Sultans mit dem Leben Alexanders des Großen; eine Gegenüberstellung, die der Sultan – hierin zahlreichen römischen Kaisern ähnlich – wohl nicht nur von Kritobulos angetragen bekam, sondern seit jungen Jahren bewusst pflegte, prüfte und förderte, und die translatio imperii von Byzantinern auf die Osmanen.
Das Werk beginnt mit dem Tod Murats II. und dem Aufstieg Mehmets zum Sultan. Der anschließende Hauptteil des Werkes beschreibt detailliert die Eroberung der Stadt, darauf folgend beschreibt Kritobulos diverse Feldzüge Mehmets beispielsweise auf der Peloponnes oder gegen das Restreich von Trapezunt. Mehrfach teilt der Historiker auch das Engagement des Sultans mit, Konstantinopel oder Ḳusṭanṭīniyye/قسطنطينيه, wie die Stadt in den folgenden Jahrhunderten genannt werden sollte, wieder zu bevölkern und so zu einstiger Pracht zurückzuführen und durch ein großartiges Bauprogramm in eine einer Weltmacht angemessene Residenz zu verwandeln.

#### Dedikationsschreiben an den Sultan
In seinem (zweiten), seinem Werk vorangestellten Dedikationsschreiben stellt Kritobulos dem Leser und dem Sultan gegenüber seine Intention der Abfassung der Historie und eine grobe Übersicht über Inhalt und Interpretation dar. Grundlegende Intention des Werkes sei der Mangel an griechischsprachigen, also in einer Welt- und Wissenschaftssprache des Westens gehaltenen und damit rezeptionsfähigen, Geschichtswerken. Denn, so schreibt Kritobulos, „werden auch viele von den arabischen und persischen Schriftstellern diese [Ereignisse] genauer aufzeichnen und der Nachwelt übermitteln, gut unterrichtet und aus eigener Anschauung der Ereignisse […] [doch] werden jene Berichte nur […] denen, die ihre Sprache verstehen zur Kenntnis gelangen. Dieses Werk jedoch wird nicht nur von den Griechen, sondern von allen westlichen Völkern […] und vielen anderen, verehrt und bewundert werden.“
Eine weitere, diesmal eher inhaltliche Intention tritt uns entgegen, wenn Kritobulos auf die Mächtigkeit der Ereignisse und der Taten des Sultans abzielt, in denen dieser „Werke und Worte, Philosophie und Königsherrschaft in einer Person vereinigt [hat] als guter König und starker Kämpfer“, die ihn zur Abfassung getrieben haben. An diese Überhöhung der Taten des Sultans anschließend, findet sich auch schon die vergleichende Darstellung des Sultans und Alexanders des Großen, welche als eines der Leitmotive das Geschichtswerk durchzieht: „Deine Taten aber, obwohl sie herrlich sind und in nichts denen des Makedonen Alexander [d. Großen] und Feldherren und Königen seines Formates nachstehen […].“
Das Leitmotiv der translatio imperii byzantinischer (= römischer) und persischer Herrschaft (und der Weltherrschaft, welche sich auch beim Alexanderbild wiederfindet) ist schon in den ersten Zeilen des Werkes, in der Anrede des Briefes, enthalten. So spricht Kritobulos Mehmet dort in traditioneller, byzantinischer Tradition als „Selbstherrscher“ (Autokrator) an, fügt diesem jedoch den Titel eines „Königs der Könige“ (schâhanschâh) der persischen Tradition hinzu; kombiniert hiermit sozusagen die Herrschertraditionen der zwei großen, antiken Weltmächte Rom und Persien, zweier politischer Gegensätze und Kontinente, welche nun unter Mehmet II. vereint scheinen. Dieser Anspruch zeigt sich auch im Folgenden, wenn neben mehreren schmückenden, herrscherlichen Epithetha der Sultan als „Her[r] der Erde und des Meeres“, also als Beherrscher der Ökumene, bezeichnet wird und, mit dem direkt anschließenden „nach dem Willen Gottes“, das Gottesgnadentum, dem nicht nur die byzantinischen Kaiser ihre Legitimation verdankten, für Mehmet reserviert wird.
Diese anhand der Herrschertitulatur durchexerzierte Synthese von Ost und West sowie der Hybridisierung der traditionell entgegengesetzten Herrschaftsbereiche und -typen findet sich in anderer Form auch an anderen Stellen des Werkes. So lässt Kritobulos Mehmet über die mythischen Stammväter der Perser, Achämenes und Perseus, wiederum von deren griechischen Stammvätern abstammen und auch in der Troja-Episode, in welcher Mehmet als Rächer der Trojaner (Turci=Teucri) auftrat und, wie Alexander und viele Feldherren vor ihm, die Gräber der Heroen besuchte. Dass Mehmet bewusst eine – wie intensiv auch immer geartete – Verbindung zu den Epen und Helden Homers zog, zeigt eine Ilias des Ioannes Dokeianos von ca. 1470.

#### Inhalt der fünf Bücher
Das erste Buch schildert den Beginn von Mehmets Herrschaft. Kritobulos schildert den Antritt der Herrschaft, den Bau der Festungen an den Meerengen und die darauf folgende Verschlechterung der Beziehungen zwischen Byzanz und Osmanen. Weiter berichtet er über die Belagerung und Einnahme Konstantinopels.
Das zweite Buch schildert, wie Sultan Mehmet durch gezielte militärische wie zivile Baupolitik die Schäden in und um Konstantinopel herum zu beseitigen und die Stadt zu einer Residenzstadt auszubauen versucht. Mit demselben Impetus lässt sich auch die Ansiedlungspolitik des Sultans sowie die Berufung des Gennadios zum orthodoxen Patriarchen von Konstantinopel erklären. Zudem beschreibt Kritobulos Kriegszüge des Sultans nach Norden in Gebiete des heutigen Serbien sowie den Verlust der Inseln Lemnos, Thasos und Samothrake an die Italiener.
Das dritte Buch behandelt die vollständige Eroberung der byzantinischen Despotien der Peloponnes. Als Grund für die Annexion gibt Kritobulos die Differenzen der Despoten untereinander an, welche die Peloponnes zum Einfallstor für die Völker des Westens prädisponiere, und verweist auf die von den Despoten unterlassene Abgabe der Tribute an den Sultan sowie die geostrategische Lage der Peloponnes in Bezug auf eine etwaige Invasion Italiens. Weiterhin schildert er Beute- und Kriegszüge des Sultans in der Ägäis und kommt erneut auf die Umsiedelungs- und Baupolitik des Sultans in Konstantinopel zurück.
Das vierte Buch widmet sich der Annexion des Restreiches von Trapezunt sowie des Gebietes der Stadt Sinope. Des Weiteren schildert Kritobulos die Eroberung von Lesbos und Mytilene sowie Kriegszüge gegen das Fürstentum Walachei, in das Gebiet des heutigen Serbien und Bosnien-Herzegowina sowie gegen die Venezianer auf der Peloponnes.
Das fünfte Buch stellt Kriegszüge Mehmets gegen die Venezianer in der Ägäis und gegen Paionien sowie Illyrien im Norden der Balkanhalbinsel dar, also gegen Gebiete, die sich zu den Interessensphären des Königreiches Ungarn sowie der Habsburgermonarchie entwickelt hatten. Zudem gibt Kritobulos Beispiele für die Protegierung von Kultur und Wissenschaft durch den Sultan und beschreibt die Auswirkungen einer Epidemie auf dem Balkan, in Kleinasien und Konstantinopel.

#### Stil
Kritobulos schreibt in sehr gutem, attizistischen Griechisch, der Gelehrtensprache der damaligen Zeit. Einige Dative zeigen Abweichungen, die Syntax orientiert sich stark an derjenigen der klassischen Zeit. Zudem neigt Kritobulos zur Nutzung eines archaisierenden Vokabulars, neuartige Lehnwörter nutzt er selten. Nur in einigen Bereichen des Textes, wohl wenn es ihm angemessen erschien, bemühte er eine hochstilige Ausdrucksweise. Stark vertreten ist bei ihm die literarische Adaption oder Zitation von oder aus Texten der Alten, wie bspw. aus Reden des Thukydides.

#### Überlieferung, Wiederentdeckung und Rezeption
Das Geschichtswerk des Kritobulos ist in einer einzigen Handschrift (Autograph) auf uns gekommen, die wohl vom Autor selbst stammte. Das Manuskript wurde auf venezianischem Papier geschrieben, welches zwischen 1465 und 1467 angefertigt wurde. Das Original befindet sich noch heute in der Bibliothek des Topkapi-Serail im heutigen Istanbul.
Es ist unsicher, wie stark das Geschichtswerk des Kritobulos in der Zeitspanne seit der Entstehung in der Mitte des 15. Jahrhunderts und seiner Wiederentdeckung Anfang des 19. Jahrhunderts rezipiert wurde. Übersetzungen, Kopien oder größere Zitation bei anderen Autoren sind nicht bekannt. Daher blieb das Werk im Westen weitgehend unbekannt. Dies änderte sich erst, nachdem es dem deutschen Philologen Konstantin von Tischendorf gelang, den Codex zu sehen und im Jahr 1860 eine deutsche Ausgabe des Dedikationsschreibens des Kritobulos an den Sultan zu publizieren. Karl Müller publizierte in Paris im Jahr 1870 eine edierte Fassung des Geschichtswerks in den Fragmenta Historicorum Graecorum.
1963 folgte eine weitere Bukarester Ausgabe durch Vasile Grecu, die aber nicht auf Einsicht des Originalmanuskriptes im Serail, sondern auf Karl Müllers Transkription fußt. Auch auf eine Abgleichung des Transkripts wurde verzichtet. Zudem wird kritisiert, dass sich Grecu (zu) stark an russische Literatur zum Thema anlehnt, englischsprachige Literatur wurde kaum verarbeitet. Weiter fällt die – wohl den Zeitumständen entsprechende – starke Hereinnahme von Aussagen Marx und Engels bzw. eine Interpretation durch die Brille des historischen Materialismus in den einleitenden Kapiteln ins Auge. Positiv angemerkt wurden der gut lesbare und verständliche Stil des rumänischen Textes und die zweisprachige, kommentierte Herausgabe des Textes. Im Jahre 1983 erschien eine moderne, kritische Edition innerhalb des Corpus Fontium Historiae Byzantinae.

### Weitere Schriften
Das Jesusgebet, die Homilie sowie das Gedicht zu Ehren des hl. Augustinus zeigen in ihrer Ausführung und Tradierung, dass Kritobulos zum Kreis um Gennadios Scholarios, den ersten orthodoxen Patriarchen Konstantinopels zur Zeit der Türkenherrschaft, gehörte. Diese Beziehungen gaben ihm neben seiner Beziehung zum Sultan die Möglichkeit, Einblicke in die Tagespolitik im Umkreis der Eroberung zu nehmen.

## Kritobulos und die zeitgenössischen byzantinischen Historiker
Im Gegensatz zu dem Geschichtswerk des Kritobulos, in dem trotz kritischer Passagen der panegyrische Charakter überwiegt, sieht Michael Dukas im Sultan „seine bête noir.“ Dies drückt Dukas durch die zahlreichen pejorativen Epitheta – wie „[w]ildes Tier, […] Schlange, Vorläufer des Antichrist, […] Nebukadnezar vor den Toren Jerusalems“ – aus, die er dem Sultan zulegt. Auch in der politischen Bezeichnung des Sultans kommt diese ablehnende Grundhaltung des Historikers zum Ausdruck, wenn er – als „Antipode“ des Kritobulos – Mehmet „durchgehend als τὺραννος […], also in Übereinstimmung mit byzantinischem Verständnis von Herrschaft als Rebell und Usurpator gegenüber dem rechtmäßigen Herrscher“, benennt. Auch die Kaiserkrönung Konstantins XI. wird von ihm „nur sehr zögerlich“ angenommen, da er als Befürworter der Kirchenunion mokiert, dass die Salbung nicht vom unierten Patriarchen durchgeführt worden war. Bildet die Frage der Kirchenunion und das Verhalten der einzelnen Akteure zu dieser einen der zentralen Bezugspunkte des Dukas’schen Werkes, interessiert Kritobulos diese Frage überhaupt nicht.
Ein weiteres Beispiel für die unterschiedliche Darstellung und Interpretation der Person Mehmets, welche zudem die polare Stellung der Geschichtswerke des Dukas und des Kritobulos zueinander unterstreicht, gibt die Episode um die Tötung des Loukas Notaras und zahlreicher anderer Noblen, welche zuvor freigekauft worden waren. Dukas baut die Szene mit den Sultan persönlich belastenden Zuschreibungen (Trunksucht, Päderastie, Irrationalität) aus, wohingegen Kritobulos das Geschehen in die Intrigen einer Kamarilla des Hofes legt, derer sich Mehmet erst nach dem Vorfall entledigen kann; Laonikos gibt eine ‚entschärfte‘ und etwas diffusere Version des Dukas wider.
Georgios Sphrantzes nutzt die „korrekten auch im diplomatischen Verkehr gebräuchlichen Bezeichnungen.“ Eine überzogene Dämonisierung betreibt er nicht, wenn er auch nach der Ermordung des eigenen Sohnes durch den Sultan sowie der Flucht Mehmet als „Anführer der Ungläubigen“ betitelt. Das Werk ist im Gegensatz zum positiven und zukunftsträchtigen Bild des Kritobulos von „Pessimismus und de[m] Glaube[n] an die strafende Hand Gottes, die sich des militärisch-politischen Feindes bedient“ geprägt. Dogmatische Fragen lässt er außen vor.
Laonikos Chalkokondyles betreibt eine Gräkisierung der byzantinischen Geschichte. In der politischen Bezeichnung nutzt er ein ‚Mainstreaming‘: In seiner Version der Geschichte tragen fast alle Herrscher den Titel βασιλεύς.
Eine über die politisch-militärischen Geschehnisse oder ein damit verbundenes krudes Psychogramm des Sultans hinausgehende Information bieten Laonikos, Dukas und Sphrantzes nicht. Weiterführende Informationen über reichspolitische wie kulturelle Zielstellungen und Konzeptionen zum Ausbau Konstantinopels zur Residenz gibt nur Kritobulos – darin dem roten Faden seines Werkes verbunden.

## Werke
- De rebus gestis Mechemetis II. In: Fragmenta historicorum Graecorum. Ed. von Karl Müller. Band 5, Teil 1, Firmin-Didot, Paris 1873, S. 40–161 (Digitalisat im Internet Archive).
- Din domnia lui Mahomed al Il-lea anii 1451–1467. De Rebus per annos 1451–1467 a Mechemete II gestis. Ed. und übers. von Vasile Grecu. Ed. Acad. Republicii Populare Romîne, Bukarest 1963.
- Historiae (= Corpus Fontium Historiae Byzantinae. Bd. 22). Rec. Diether Roderich Reinsch. De Gruyter, Berlin 1983, ISBN 3-11-008969-6.
- Mehmet II. erobert Konstantinopel. Die ersten Regierungsjahre des Sultans Mehmet Fatih, des Eroberers von Konstantinopel (1453). Das Geschichtswerk des Kritobulos von Imbros (= Byzantinische Geschichtsschreiber. Bd. 17). Übers., eingel. und erkl. von Diether Roderich Reinsch. Styria, Graz 1986.